# Furacão Gilbert
O Furacão Gilbert foi o mais poderoso (até o Furacão Hugo no ano seguinte) e o mais intenso furacão no Atlântico (até o Furacão Wilma em 2005) na época. O Furacão Gilbert foi um ciclone tropical extremamente poderoso que se formou durante a Temporada de furacões no Atlântico de 1988 e atingiu o pico como um furacão de força de Categoria 5 que trouxe destruição generalizada para o Caribe e o Golfo do México. O Furacão Gilbert também foi um dos maiores ciclones tropicais já observados na bacia do atlântico. Em um ponto, seus ventos tropicais de tempestade mediram 575 mi (925 km) de diâmetro. Além disso, o Furacão Gilbert foi o ciclone tropical mais intenso da história registrada a atacar o México.